# 中西俊博
中西 俊博（なかにし としひろ、1956年4月10日 - ）は、日本のヴァイオリニスト、作曲家、編曲家。

## 経歴
1956年、東京都生まれ。東京芸術大学卒業。1984年にリリースした1stアルバム『不思議な国のバイオリン弾き』が10万枚を超す大ヒットを記録。以降、クラシック、ジャズ、ポップスなど多様なジャンルを表現するヴァイオリニストとして音楽界の第一線で活躍。
ジャズヴァイオリンの巨匠ステファン・グラッペリとの共演、フランク・シナトラ、ライザ・ミネリ、サミー・デイヴィスJr.、クインシー・ジョーンズのコンサートでソリストやコンサートマスターを務める等、国内外の様々なアーティストとの共演も多い。NHK「バイオリンは友だち｣（1998）では千住真理子と共に講師を務めた。桑田佳祐、井上陽水、坂本龍一などのアルバム制作をはじめ、数多くのアーティストの楽曲制作・編曲を担当。映像の世界での活躍も著しく、手がけたテレビ番組やCM音楽は150曲を超え、ヨーロッパで権威ある「LONDON国際広告賞2000」にて、TVオリジナルミュージック部門のファイナリストを受賞するなど国際的に高く評価されている。
さらに、舞台音楽にも才能を発揮し、ア・ラ・カルト 役者と音楽家のいるレストラン（青山円形劇場／1989～）、東京国際芸術祭2004音楽劇「ファウスト」（世田谷パブリックシアター／2004）等、数多くの舞台の音楽監督を担当。自身のコンサートも数多く開催しており、1998年より毎年青山円形劇場にて公演を行っている「Leapingbow」はオリジナリティと高いクオリティが評価され、毎年人気を博している。
現在は、大きなプロジェクトと平行しながら、リーダーを務める「Reel's Trip」「Cool Groovin'」「爆裂クインテット」など、自己のバンドの活動を精力的に行うと共に、ライブ活動も積極的に展開。ヴァイオリンの枠を超えた表現を追求し続けており、エレクトリック・ヴァイオリンや多弦ヴァイオリン、エフェクターなども使いこなし、自ら楽器の制作を行っている。また、電気工具、レンガ、ボイスなども積極的にアンサンブルに取り入れ、全く即興のみの演奏も行っている。
2012年7月25日にFLMEより、アルバム『ゴールデン☆ベスト』No.1,No.2が発売。
2016年4月7日にブルーノート東京にてデビュー30周年ライブを開催。セッション・ゲストにROLLY・寺井尚子が参加。
2016年9月～11月、宮地楽器（ららぽーと立川立飛）にて「中西俊博Presents ELECTRIC VIOLINの世界（講座&LIVE）」を開催。エレクトリック・ヴァイオリンで音を重ね、音楽を奏でる講座で、アンプ・エフェクターの特性と使い方をレクチャー。最終日11月20日には「中西俊博スペシャルライヴ!」が開催。
2017年9月13日、YouTubeにて「ヤマハYEVシリーズ&中西俊博」（前4回）シリーズを公開。

## ディスコグラフィー

### アルバム
1. 不思議な国のヴァイオリン弾き（1984年/日本コロムビア）（再発・1993年10月21日/Interface・COCA-11098）
2. サイレント・ロマンス（1985年/日本コロムビア）（再発・1993年11月21日/Interface・COCA-11137）
3. 大草原の小さな家（1986年10月22日/CBS・ソニー・32DH-535）
4. 太陽がいっぱい（1987年5月21日/CBS・ソニー・32DH 688）
5. In The Pocket（1990年12月5日/フォーライフW・FLCW-30091）
6. Walkin’ in Paris（1991年10月21日/フォーライフ・FLCF-30116）
7. Sailing on Strings（1992年6月19日/フォーライフ・FLCF-30140）
8. フラッパーと哲学者（1993年9月17日/フォーライフ・FLCF-30222）
9. TVセレクト（1994年6月17日/フォーライフ・FLCF-3514）
10. Fidding In My Nest（1995年8月19日/フォーライフ・FLCF-3578）
11. こわれた玩具（1997/Pianicaman）
12. 迷い込んだマエストロ（2000年4月21日/日本コロムビア・COCX-30884）
13. Prologue（2002年10月17日/east west japan・AMCM-10031）
14. Ballads（2005年12月14日/Casnet）
15. BALLADS2（2006年12月20日/Casnet）
16. ヴァイオリンのくれた時間（2007年2月21日/日本コロムビア・COCP-34200）
17. オーガニック・スタイル 中西俊博 the BEST（2007年6月20日/ソニー・ミュージックダイレクト・MHCL-1103/4）
18. 時をゆるめる音〜「動きでわかる日経ヘルスDVDシリーズ」サウンドトラック〜（2009年3月25日）【配信限定アルバム】
19. ゴールデン☆ベスト No.1（2012年7月25日/FLME・FLCF-5050）
20. ゴールデン☆ベスト No.2（2012年7月25日/FLME・FLCF-5051）

### サウンドトラック
1. You Make Me Blue〜わがままな女たちサウンドトラック（1992年12月2日/フォーライフ・FLCF-30198）
2. お見合い結婚〜サウンドトラック（2000年3月28日/ポリドール・POCH-1924）
3. 神様のいたずら〜サウンドトラック（2000年11月22日/Sony Records・SRCL-4972）
4. ファイティング×ガール〜サウンドトラック（2001年9月5日/Deadstock Bomb・XYCA-00057）
5. 初体験〜サウンドトラック（2002年2月27日/avex trax・AVCD-17097）
6. ハコイリムスメ!〜サウンドトラック（2003年12月3日/ビクター・VICL-61274）

## 参加作品
- TRAUMATIC 極東探偵団（高中正義・1985年）
- JUST A HERO（BOØWY・1986年）
- FLIP FLOP & FLY（山下久美子・1986年）
- 1986（山下久美子・1986年）
- REINCARNATION（山下久美子・1987年）
- ACT RESS（山下久美子・1987年）
- Déjà-vu(in Paris)（布袋寅泰・1990年）
- I am（久石譲・1991年）
- 太陽は罪な奴（サザンオールスターズ・1996年）
- WITHOUT A SONG（細野義彦・1997年）
- BOØWY Tribute（2003年）
- song bird（sona・2005年）
- RING TO THE HEAVENS（岸谷香・2006年）
- I Hug You（初田悦子・2009年） 他多数

## 音楽担当作品
- らせん
- わがままな女たち
- 青い鳥症候群
- ためしてガッテン メインテーマ演奏
- 終らない夏
- お見合い結婚
- 神様のいたずら
- Fighting Girl
- 初体験
- リモート
- ハコイリムスメ!
- 釣りバカ日誌3
- むしまるQゴールド
- 動きでわかる日経ヘルスDVDシリーズ

他多数

## 舞台・コンサート等
- 2016年4月1日 - ブルーノート東京　TOSHIHIRO NAKANISHI "30th anniversary live"[2]